# Bundesautobahn 70
Die Bundesautobahn 70 (Abkürzung: BAB 70) – Kurzform: Autobahn 70 (Abkürzung: A 70) – auch Maintalautobahn genannt – ist eine 120 km lange Bundesautobahn im Norden des deutschen Bundeslands Bayern. Sie verläuft in Ost-West-Richtung vom Autobahnkreuz Schweinfurt/Werneck über Schweinfurt, Bamberg und Kulmbach zum Autobahndreieck Bayreuth/Kulmbach. Gleichzeitig ist sie Bestandteil der Europastraße 48.
In Teilen schon zur Zeit des Nationalsozialismus geplant, entstand die heutige BAB 70 in großen Teilen aus den in den 1960er Jahren angelegten Neubauten der Bundesstraßen 26 und 505. Der in den 1980er Jahren begonnene Ausbau zur Autobahn durch Erweiterung um eine zweite Richtungsfahrbahn wurde 2006 abgeschlossen. Neben einer regionalen Funktion dient die BAB 70 für den von Norden kommenden Verkehr außerdem als Alternative zur stark befahrenen BAB 3 im Abschnitt zwischen Würzburg und Nürnberg. Zusammen mit der BAB 9 und der BAB 72 bietet sie außerdem eine Möglichkeit zur Anbindung des südwestdeutschen Raums an Thüringen und Sachsen.

## Streckenverlauf
Die BAB 70 beginnt am Kreuz Schweinfurt/Werneck, wo sie von der BAB 7 abzweigt. Gleichzeitig mündet die von Arnstein kommende B 26a in das Kreuzungsbauwerk. Die vierstreifige Autobahn führt nun durchgehend in östliche Richtung, nördlich an Werneck vorbei und über das breite Werntal am Nordrand der Mainfränkischen Platten. Kurz vor Schweinfurt mündet am Dreieck Werntal die BAB 71 von Norden her ein. Nachdem im Schweinfurter Stadtteil Oberndorf zum ersten Mal der Main überquert wird, verläuft sie durch den von zahlreichen Industriegebieten geprägten Süden der Stadt. Bei Gochsheim fällt die Autobahn zum Main hinab. Die bei Schonungen angeschlossene B 303 dient der Erschließung des nordöstlichen Unterfrankens.
Von Schonungen über Haßfurt bis kurz hinter Knetzgau führt die Autobahn parallel zum Main, ehe sie am nördlichen Rand des Steigerwalds im 700 m langen Tunnel Schwarzer Berg den gleichnamigen Berg unterquert. Direkt danach folgt bei Eltmann die zweite Querung des Mains auf einer über 1000 m langen Brücke. Bis kurz vor Bamberg geht es nun nördlich des Mains dem Tal weiter entlang. Bei Oberhaid, unmittelbar an der Mündung der Regnitz, wird der Main zum dritten und letzten Mal überquert. An Bamberg geht es nördlich vorbei, wobei einige Industriegebiete durchquert werden. Es folgt am Kreuz Bamberg die Verbindung mit der BAB 73, die dem Maintal weiter nach Norden folgt.
Nach Verlassen des Bamberger Raums wird das Vorland der Fränkischen Alb durchquert. Hinter Scheßlitz steigt die BAB 70 am sogenannten Würgauer Berg auf den Gebirgszug hinauf. Quer über die nördliche Albhochfläche mit ihren zahlreichen Waldgebieten folgt nach kurviger Strecke kurz vor Thurnau der Abstieg von der Alb hinunter zum Tal des Roten Mains und das niedrigere Obermainische Hügelland. In östliche Fahrtrichtung eröffnet sich bei klarem Wetter ein Blick auf das Fichtelgebirge mit seinen über 1000 m hohen Gipfeln. Nach der südlichen Umfahrung von Thurnau wird der Rote Main, einer der beiden Main-Quellflüsse, überquert. Über die B 85 besteht eine Verbindung nach Kulmbach und dem westlichen Stadtgebiet von Bayreuth. Auf dem letzten Stück führt die Autobahn durch das Tal der Trebgast und steigt bei Harsdorf auf die Nenntmannsreuther Höhe hinauf. Dort mündet sie am Autobahndreieck Bayreuth/Kulmbach in die BAB 9 ein.

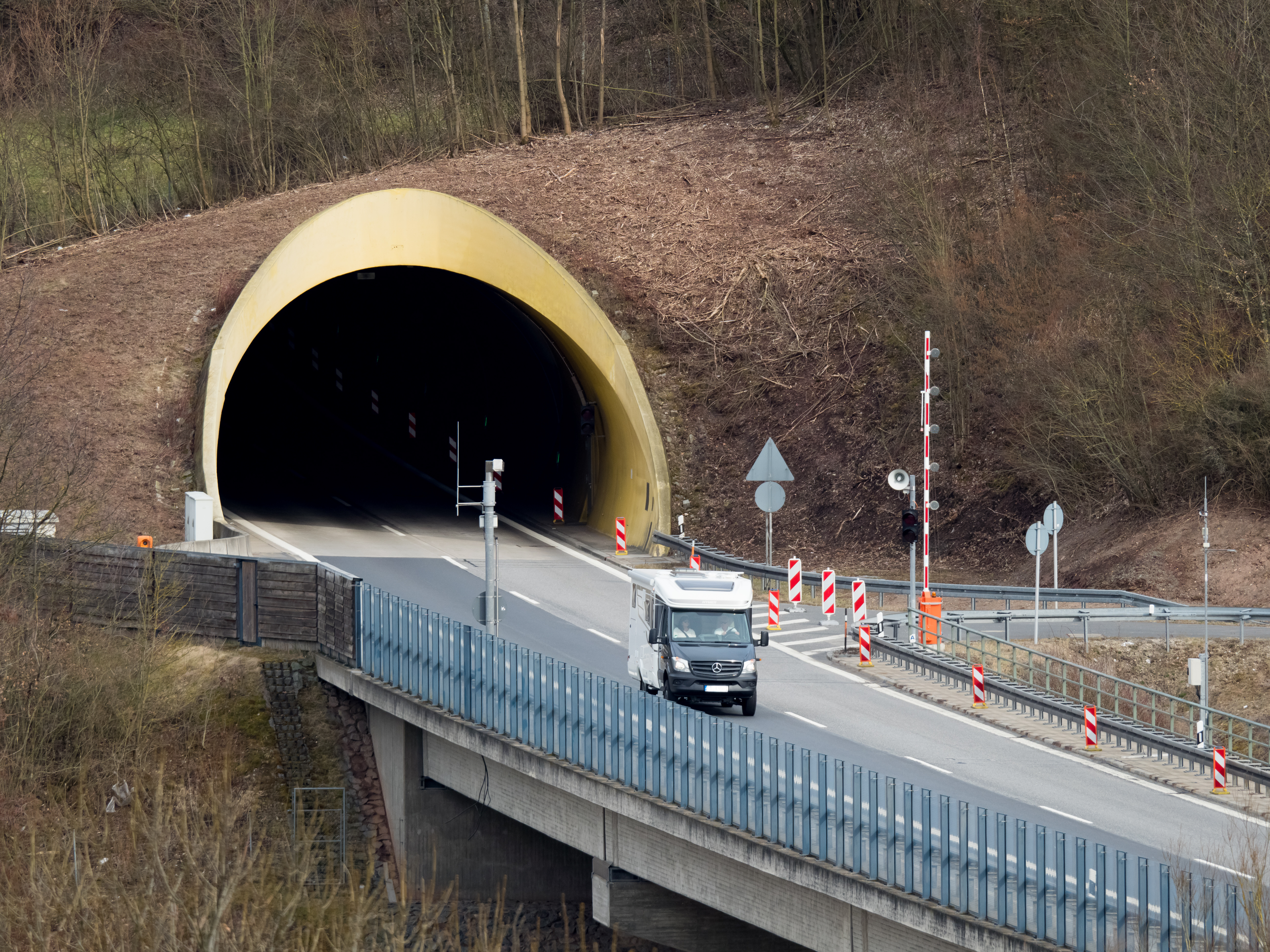
Tunnel Schwarzer Berg
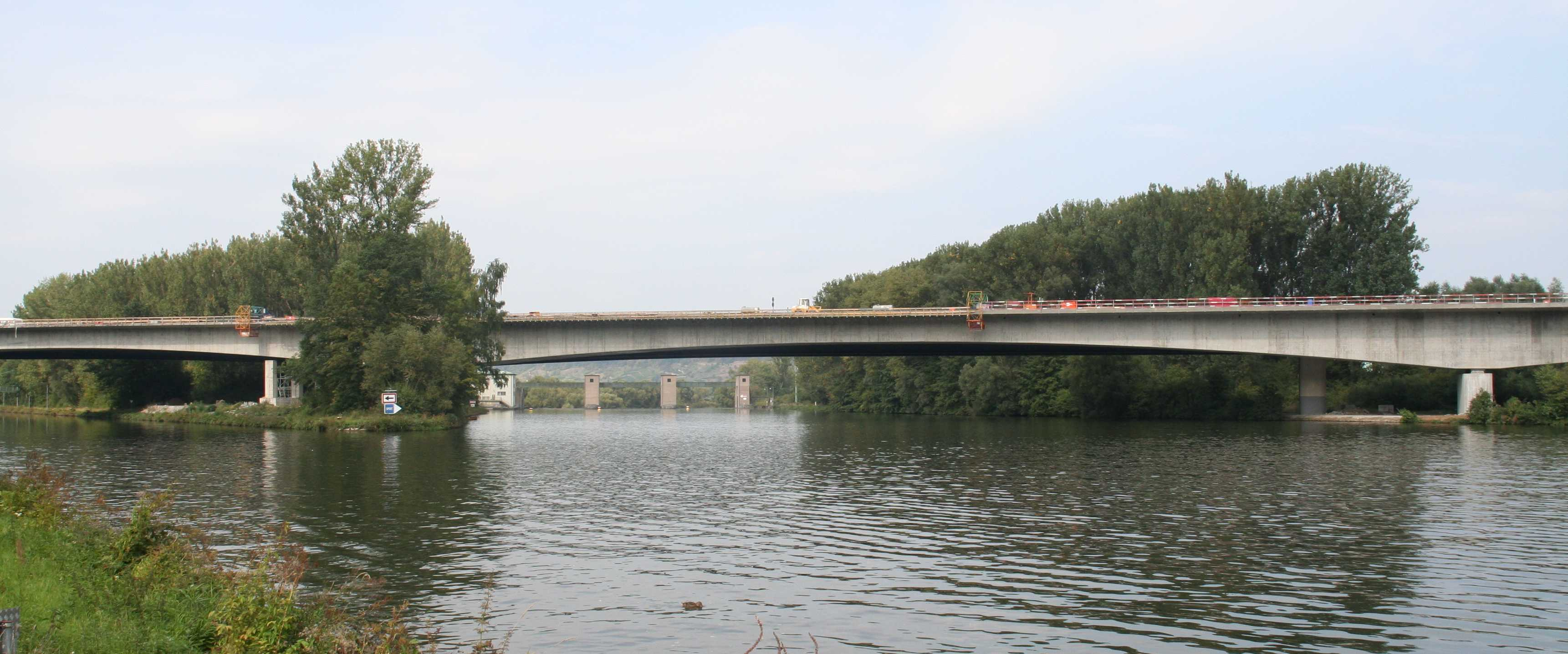
Mainbrücke Eltmann
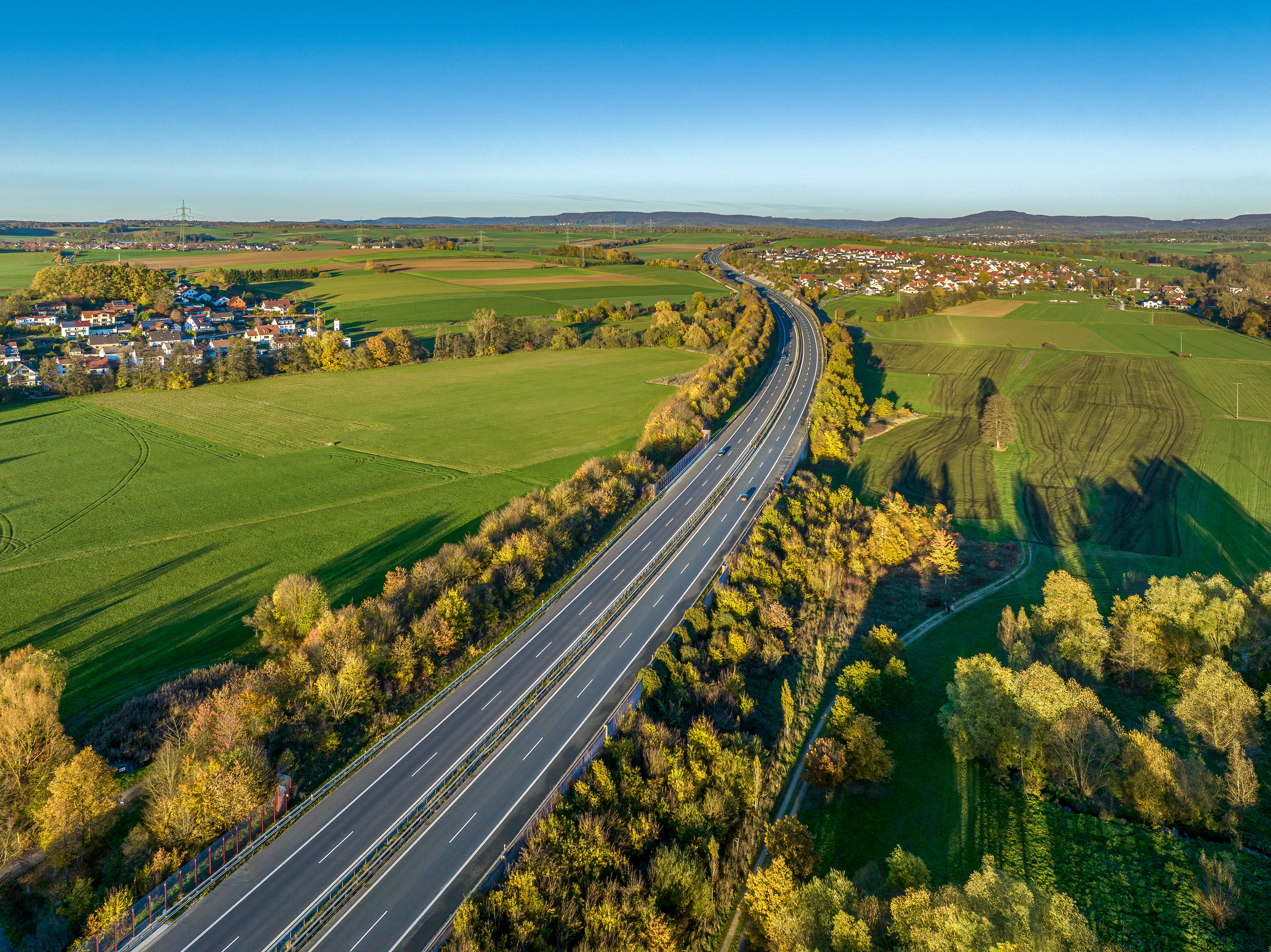
Vor dem Aufstieg auf die Fränkische Alb, östlich von Bamberg
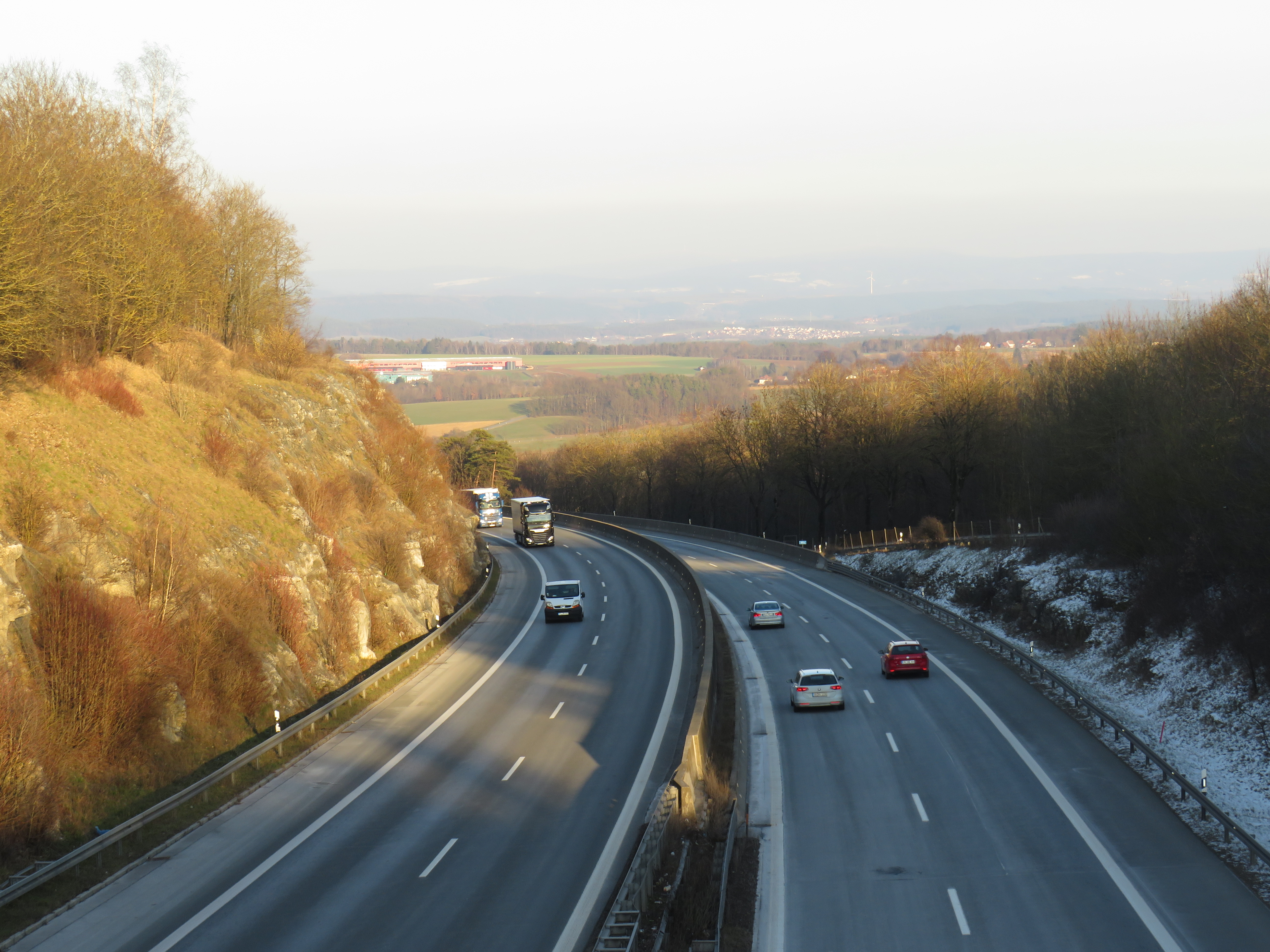
Abstieg von der Fränkischen Alb nach Thurnau

## Geschichte

### Reichsautobahn

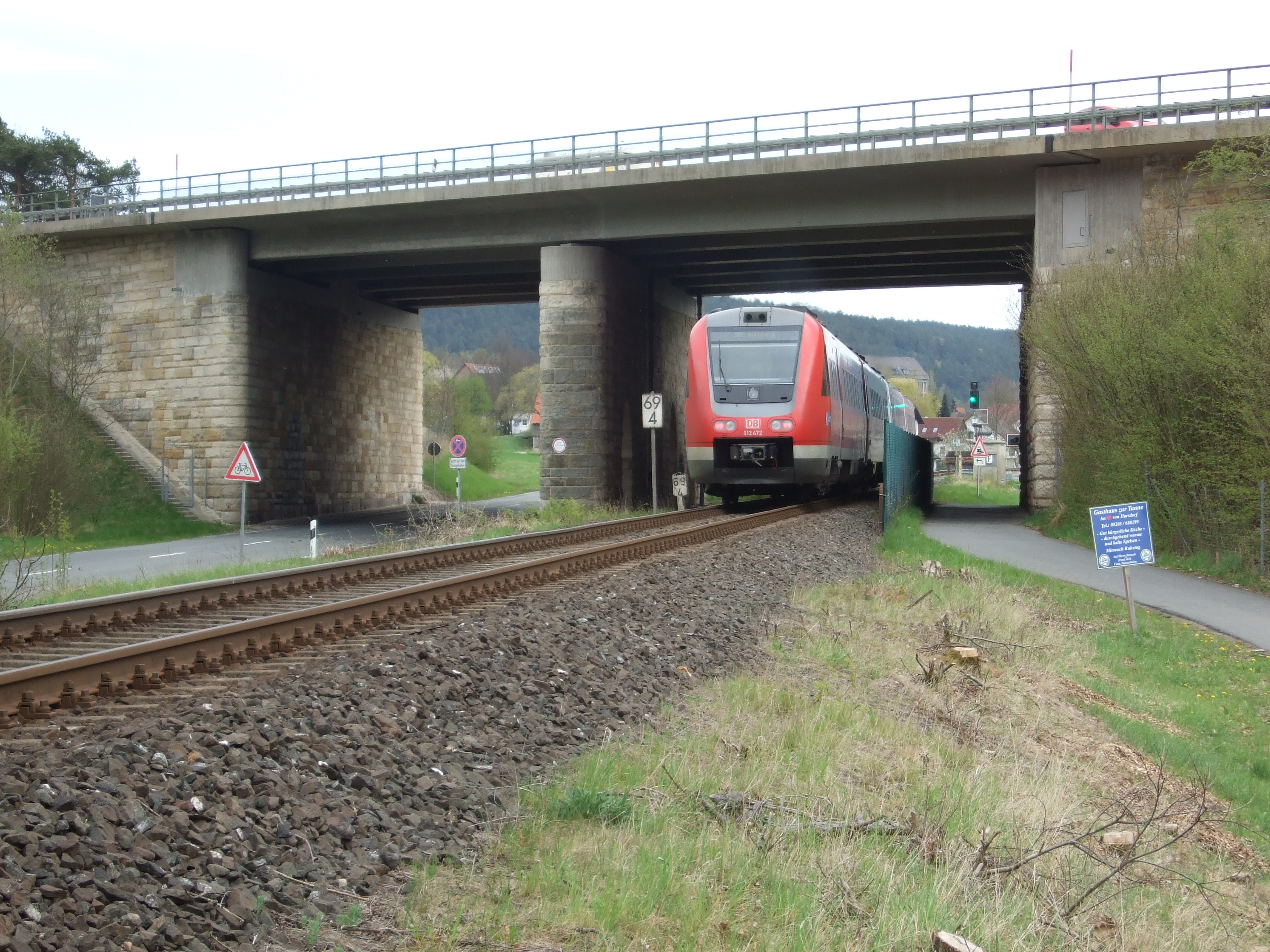
Brücke über die Bahnstrecke Bayreuth–Neuenmarkt-Wirsberg und die Staatsstraße 2183 bei Harsdorf

Pläne für eine leistungsfähige Straßenverbindung der Städte Bamberg und Bayreuth existierten seit den Anfang der 1930er Jahre. Im Reichsautobahn-Grundnetzplan von 1934 war sie als Verbindung zwischen den geplanten Strecke Eisenach–Nürnberg und Berlin–München eingezeichnet. Ab 1935 fehlte diese Verbindung, erst Ende 1937 tauchte sie wieder auf. Im November dieses Jahres begann der Bau des ersten Teilstücks der Strecke Bayreuth–Bamberg durch die Oberste Bauleitung Reichsautobahnen Nürnberg. Dabei handelte es sich um das Stück von der bereits fertiggestellten Reichsautobahn Berlin–München bis zur Reichsstraße 85 südlich von Kulmbach. Die Anbindung der Stadt hatte erhöhte Priorität, da auf der Plassenburg der Nationalsozialistische Bund deutscher Technik (NSBDT) unter Fritz Todt die Reichsschule der deutschen Technik unterhielt. Für den Weiterbau nach Westen wurde 1938 die Variante erstellt, diese Strecke im Endausbau mit der geplanten Reichsautobahn von Frankfurt über Würzburg in Richtung Nürnberg zu verbinden. Dabei wäre bei Bamberg ein Autobahnkreuz entstanden, sodass die von Eisenach her kommende Strecke weiter nach Nürnberg geführt worden wäre und die von Frankfurt her kommende nach Bayreuth.
Zur Ausführung dieser Pläne kam es nicht mehr, auch auf dem nur 9,7 km langen Abschnitt der „Strecke 96“ bis zur Reichsstraße 85 bei Unterbrücklein endeten aufgrund des Kriegsbeginns 1939 die Bauarbeiten. Der Versuch, Zwangsarbeiter zur Vollendung der Bauarbeiten einzusetzen, scheiterte, sodass im September 1939 die Trasse im Erdbau und alle Überführungsbauwerke fertiggestellt waren, aber nur ein kurzes Stück Fahrbahn aufgetragen. Nach der Angliederung des Sudetenlands an Deutschland im Oktober 1938 gab es Pläne für eine Weiterführung der Strecke nach Osten. Diese als Sudetenautobahn geplante Strecke sollte über Karlsbad und Reichenberg weiter nach Breslau und Görlitz führen.

### Abschnitt Kulmbach – Dreieck Bayreuth/Kulmbach
Im Abschnitt, der vor dem Krieg begonnen, aber nicht mehr fertiggestellt wurde, nahm man am 15. Mai 1956 die Bauarbeiten wieder auf. Zunächst baute man auf der Vorkriegstrasse nur eine Richtungsfahrbahn, ohne dass bauliche Anpassungen an der Trassenführung durchgenommen wurden. Die Richtungsfahrbahn hatte zwei Fahrstreifen und keinerlei Standstreifen. Am 21. November 1958 wurde der Abschnitt von Unterbrücklein bis zur Autobahn Berlin–München mit einer im Gegenverkehr betriebenen Richtungsfahrbahn freigegeben. Die Strecke war zunächst trotz fehlendem Autobahnstandard als Autobahn ausgewiesen, in einigen Atlanten nach der Fortsetzung der Trasse als B 505 in den 1960er Jahren dieser zugewiesen.
Ende der 1960er Jahre baute man die zweite Richtungsfahrbahn, sodass dieser Abschnitt als erster und lange auch einziger der späteren BAB 70 Autobahncharakter aufwies. Die Eröffnung war am 1. Oktober 1970. Bis zur Neuordnung der Autobahnnummerierung 1975 war die Strecke Bestandteil der A 89, die im Endausbau von Bayreuth über die Trasse der B 505 nach Höchstadt und dort zur Autobahn Frankfurt–Nürnberg (heutige BAB 3) führen sollte.

### Bamberg – Kulmbach (B505)
In den 1960er Jahren baute man an einer leistungsfähigen Kraftfahrstraße zwischen der Autobahn Frankfurt–Nürnberg bei Höchstadt und Bayreuth, um Oberfranken verkehrstechnisch besser zu erschließen. Von Beginn an war diese Straße so ausgelegt, dass ohne große Umbauten eine zweite Fahrbahn parallel zur vorhandenen gebaut werden konnte, sodass eine Aufstufung zur Autobahn möglich gewesen wäre. Das erste fertiggestellte Teilstück dieser neuen Schnellstraße war zwischen Buckendorf und Unterbrücklein, wo es in die Autobahn Kulmbach–Bayreuth überging. Dieses wurde am 26. November 1964 freigegeben. Der Abschnitt von Bamberg bis Buckendorf wurde ab 1968 gebaut und am 23. Juli 1972 dem Verkehr übergeben. Bedingt durch den Aufstieg auf die Fränkische Alb war dieser Abschnitt relativ aufwändig zu bauen. Herausragendstes Bauwerk ist die Hangbrücke am Würgauer Berg.
Nordöstlich von Bamberg entstand eine in Teilen höhenfreie Anschlussstelle, um die B 505 mit den ebenfalls als einbahnige Kraftfahrstraße neu gebauten Bundesstraßen 4 und 26 zu verbinden. Dabei bildete der Knotenpunkt das östliche Ende der B 26, während die B 4 von Erlangen weiter bis Breitengüßbach auf der Neubaustrecke führte und die B 505 die Fahrbahn wechselte. Hierfür wurde sie auf einem Stück mit der B 4 zusammengelegt.

### Werneck – Bamberg (B26)
Teile der B 26 wurden ebenfalls in den 1960er Jahren ausgebaut. Zwischen 1965 und 1966 entstand zwischen Bischberg und Gundelsheim die Nordumfahrung Bamberg. Im selben Jahr wurden im Zuge der Rhönlinie Kassel–Würzburg einige Kilometer B 26a zwischen Stettbach und Werneck fertiggestellt. Der Autobahnzubringer nach Schweinfurt wurde in den folgenden Jahren nach Osten verlängert. 1968 reichte er bis Bergrheinfeld, 1970 bis zur B 286 südlich der Stadt, zur heutigen Anschlussstelle Schweinfurt-Zentrum, und am 15. Dezember 1971 wurde das Stück bis zur B 303 bei Schonungen freigegeben. 1971 fasste der Deutsche Bundestag den Entschluss, die B 26a entlang des Maintals durchgehend zur kreuzungsfreien Kraftfahrstraße auszubauen.

### Ausbau zur Autobahn
Zum 1. Januar 1975 wurde für die Autobahnen in der Bundesrepublik Deutschland und West-Berlin ein neues, einheitliches Nummerierungsschema eingeführt. Waren zunächst nur intern geführte Nummerierungen verwendet worden und auf den Wegweisern ausschließlich die Nummern der auf der Trasse verlaufenden Europastraßen ausgeschildert, wurde die neue nationale Nummerierung vorgezogen. Ein zuvor im Bedarfsplan Bundesfernstraßen 1971–1985 beschriebenes System, das den vom Berliner Ring abzweigenden Strecken die einstelligen Nummern A 1 bis A 6 zuordnete, konnte sich, auch im Hinblick auf die damals noch bestehende Deutsche Teilung, nicht durchsetzen.
Zusammen mit der Einführung des neuen Systems wurden auch zahlreiche bisher als Bundesstraße geführte, autobahnähnliche Strecken zu Bundesautobahnen aufgestuft. Die Neubautrassen der Bundesstraßen 26 und 505 wurden nun zu einem einheitlichen Streckenzug zusammengelegt und fortan als Bundesautobahn 70 geführt. Zu diesem Zeitpunkt war nach wie vor nur das östlichste Stück zwischen Kulmbach und der nun Bundesautobahn 9 genannten Strecke Berlin–München auf Autobahnstandard, wenn auch nur mit Trassenführung der 1930er Jahre und ohne Standstreifen.
1979 wurde die B 26a von Schonungen bis Haßfurt verlängert. Als 1981 das nächste Teilstück der B 26a zwischen Haßfurt und Knetzgau fertiggestellt wurde, stufte man den Streckenzug von Werneck bis Knetzgau trotz fehlender zweiter Richtungsfahrbahn zur BAB 70 auf. Erstmals in Deutschland wurden hierbei gelbe Schilder für Bundesstraßen mit blauer Autobahnnummer aufgestellt. Die Straße gehörte zu einer Bundesautobahn, war aber selbst keine Autobahn. Am 6. November 1987 wurde die Fortsetzung bis Eltmann eröffnet. Der Bau dieses Abschnitts dauerte mit dem Bau des Tunnels Schwarzer Berg und der Mainbrücke Eltmann etwa vier Jahre.
Für den letzten noch fehlenden Abschnitt zwischen Eltmann und Bamberg – der Abschnitt Bamberg–Kulmbach war auch nach 1979 noch als Bundesstraße gewidmet – erging am 20. September 1984 der Planfeststellungsbeschluss. Dieses Stück wurde als einziges der kompletten BAB 70 gleich von Beginn an als vollwertige Autobahn mit zwei getrennten Fahrbahnen ausgeführt. Zusammen mit dem Neubau wurde auch die B 26 nördlich von Bamberg bis zu ihrem östlichen Ende (Knotenpunkt mit der B 4 und der B 505) um eine zweite Fahrbahn erweitert. 1988 begannen schließlich auch im östlichen Abschnitt bei Thurnau die Ausbauarbeiten. Am 9. Oktober 1991 wurde der Neu- bzw. Ausbau zwischen Eltmann und dem vormaligen Anschluss an die B 4 zweibahnig fertiggestellt. Der erwähnte Anschluss wurde zusammen mit dem Ausbau der B 4 zur BAB 73 zum Autobahnkreuz Bamberg umgebaut und bildete jahrelang das nördliche Ende der BAB 73. Ebenfalls 1991 ging zwischen Thurnau und der Anschlussstelle Kulmbach/Neudrossenfeld die zweite Fahrbahn in Betrieb. Zwischen Roßdorf am Berg und Thurnau-West folgte die Fertigstellung des Ausbaus 1992.
Zwischen dem Autobahnbeginn an der BAB 7 bei Werneck und Eltmann begann der Bau der zweiten Richtungsfahrbahn im Herbst 1989. Als erstes war diese am 28. Oktober 1992 zwischen Schonungen und Haßfurt fertig, dem folgte am 4. Juli 1994 das westlichste Stück bis zur Anschlussstelle Schweinfurt/Bergrheinfeld. Die vormalige Anschlussstelle der BAB 7 wurde in ein modifiziertes Autobahnkreuz mit Anschluss an die B 26a nach Westen umgebaut und fortan als Autobahnkreuz Schweinfurt/Werneck bezeichnet. In zwei Etappen (24. Mai und 23. Juni) war im Frühjahr 1995 der Ausbau zwischen Schweinfurt-Zentrum und Schonungen fertig; dabei entstand die neue Anschlussstelle Gochsheim. Am 12. Oktober 1995 ging die Fahrbahn zwischen der Anschlussstelle Knetzgau und dem Westportal des Tunnels Schwarzer Berg in Betrieb, womit die BAB 70 zwischen dem Dreieck Schweinfurt/Werneck und dem Kreuz Bamberg mit Ausnahme des Tunnels Schwarzer Berg und der Mainbrücke Eltmann zweibahnig fertiggestellt war.
Östlich von Bamberg waren ab Juli 1992 alle noch ausstehenden Ausbauabschnitte im Bau. Das Stück zwischen dem Kreuz Bamberg und Scheßlitz folgte in zwei Etappen (3. Mai und 20. Juni) im Frühjahr 1996. Komplett war die BAB 70 hier im November 1997 zweibahnig befahrbar, als auch zwischen Scheßlitz und Roßdorf am Berg die zweite Richtungsfahrbahn dem Verkehr übergeben wurde. Dabei musste am Würgauer Berg eine zweite Hangbrücke gebaut werden, die etwas oberhalb der alten verläuft. Die Fahrbahnen sind in diesem Bereich höhenversetzt angeordnet.
Den Tunnel Schwarzer Berg und die Mainbrücke Eltmann stellte die Autobahndirektion Nordbayern aus Kostengründen vorerst zurück. Die zweite Röhre des Tunnels mit der südlichen Richtungsfahrbahn wurde Ende 2002 in Angriff genommen und im November 2004 fertiggestellt. Anschließend wurde die alte, nördliche Röhre bis Mitte 2005 einer Instandsetzung und sicherheitstechnischen Aufrüstung unterzogen, wobei der Verkehr durch die neue Tunnelröhre geleitet wurde. Seit Mitte 2005 sind beide Röhren in Nutzung. Die zweite Mainbrücke Eltmann für die Richtungsfahrbahn Bamberg wurde ab Herbst 2004 errichtet. Mit der Fertigstellung der Brücke ist die BAB 70 seit dem 18. Dezember 2006 vollständig vierstreifig ausgebaut.
Zum 1. Januar 2016 lagen die Zuständigkeiten für die A 70 wie folgt:
- im Bereich Autobahnkreuz Schweinfurt/Werneck mit der A 7 (99/2) und Anschlussstelle Schweinfurt/Bergrheinfeld (5) bei der Autobahnmeisterei Erbshausen/Oberthulba,
- im Bereich Anschlussstelle Schweinfurt/Bergrheinfeld (5) und Anschlussstelle Bamberg-Hafen (14) bei der Autobahnmeisterei Knetzgau,
- im Bereich Anschlussstelle Bamberg-Hafen (14) und Autobahndreieck Bayreuth/Kulmbach mit der A 9 (26/40a) bei der Autobahnmeisterei Thurnau/Hirschaid.

### Liste der Verkehrsfreigaben
| Abschnitt                                             | Jahr                   | km      | Bemerkungen |
| ----------------------------------------------------- | ---------------------- | ------- | --- |
| AK Schweinfurt/Werneck – AS Werneck                   | 1966, 1994             | 2,9 km  | eröffnet als Bundesstraße B 26a, 1981 Aufstufung zur Bundesautobahn 70, zweite Richtungsfahrbahn 1994                       |
| AS Werneck – AS Schweinfurt/Bergrheinfeld             | 1968, 1994             | 8,2 km  | eröffnet als Bundesstraße B 26a, 1981 Aufstufung zur Bundesautobahn 70, zweite Richtungsfahrbahn 1994                       |
| AS Schweinfurt/Bergrheinfeld – AS Schweinfurt-Zentrum | 1970, 1995             | 3,4 km  | eröffnet als Bundesstraße B 26a, 1981 Aufstufung zur Bundesautobahn 70, zweite Richtungsfahrbahn 1995                       |
| AS Schweinfurt-Zentrum – AS Schonungen                | 1971, 1995             | 6,6 km  | eröffnet als Bundesstraße B 26a, 1981 Aufstufung zur Bundesautobahn 70, zweite Richtungsfahrbahn 1995                       |
| AS Schonungen – AS Haßfurt                            | 1979, 1992             | 7,9 km  | eröffnet als Bundesstraße B 26a, 1981 Aufstufung zur Bundesautobahn 70, zweite Richtungsfahrbahn 1992                       |
| AS Haßfurt – AS Knetzgau                              | 1981, 1990             | 11,4 km | zweite Richtungsfahrbahn 1990                                                                                               |
| AS Knetzgau – AS Eltmann                              | 1987, 1995, 2004, 2006 | 7,8 km  | zweite Richtungsfahrbahn 1995 (westlicher Bereich), 2004 (Tunnel Schwarzer Berg) bzw. 2006 (Mainbrücke Eltmann)             |
| AS Eltmann – AS Bamberg-Hafen                         | 1991                   | 15,8 km | |
| AS Bamberg-Hafen – AK Bamberg                         | 1966, 1991             | 4,4 km  | eröffnet als Bundesstraße B 26a, 1991 zweite Richtungsfahrbahn und Aufstufung zur Bundesautobahn 70                         |
| AK Bamberg – AS Scheßlitz                             | 1972, 1996             | 9,2 km  | eröffnet als Bundesstraße B 505, 1996 zweite Richtungsfahrbahn und Aufstufung zur Bundesautobahn 70                         |
| AS Scheßlitz – AS Roßdorf am Berg                     | 1972, 1997             | 5,6 km  | eröffnet als Bundesstraße B 505, 1997 zweite Richtungsfahrbahn und Aufstufung zur Bundesautobahn 70                         |
| AS Roßdorf am Berg – östl. AS Stadelhofen             | 1972, 1992             | 6,6 km  | eröffnet als Bundesstraße B 505, 1992 zweite Richtungsfahrbahn und Aufstufung zur Bundesautobahn 70                         |
| östl. AS Stadelhofen – AS Thurnau-West                | 1964, 1992             | 13,9 km | eröffnet als Bundesstraße B 505, 1992 zweite Richtungsfahrbahn und Aufstufung zur Bundesautobahn 70                         |
| AS Thurnau-West – AS Kulmbach/Neudrossenfeld          | 1964, 1991             | 8,9 km  | eröffnet als Bundesstraße B 505, 1991 zweite Richtungsfahrbahn und Aufstufung zur Bundesautobahn 70                         |
| AS Kulmbach/Neudrossenfeld – AD Bayreuth/Kulmbach     | 1958, 1970             | 9,7 km  | eröffnet als Bundesstraße B 505, 1970 zweite Richtungsfahrbahn und Aufstufung zur Bundesautobahn A 89, seit 1975 als BAB 70 |

## Verkehrsaufkommen
Zwischen dem Autobahnbeginn an der BAB 7 und Schweinfurt sowie im Bereich von Bamberg waren 2015 zwischen 40.000 und 50.000 Fahrzeuge pro Tag unterwegs, auf den restlichen Abschnitten war der Verkehr deutlich geringer. Die Verkehrszählstelle beim Dreieck Bayreuth/Kulmbach registrierte 7.500 Kraftfahrzeuge am Tag für das Jahr 1978, im Jahr 2005 waren es rund 22.000 und 2018 rund 25.000 Kraftfahrzeuge. Nach dem Anschluss der BAB 71 am 17. Dezember 2005 wurde für das Jahr 2015 im Raum Schweinfurt mit 60.000 Kraftfahrzeugen am Tag gerechnet.
Durchschnittliche tägliche Verkehrsstärke (DTV) 2015
| Abschnitt                                           | DTV    | Anteil Schwerverkehr |
| --------------------------------------------------- | ------ | -------------------- |
| Kreuz Schweinfurt/Werneck – Werneck                 | 45.000 | 16,2 %               |
| Werneck – Dreieck Werntal                           | 48.200 | 15,9 %               |
| Dreieck Werntal – Schweinfurt/Bergrheinfeld         | 45.600 | 14,6 %               |
| Schweinfurt/Bergrheinfeld – Schweinfurt-Hafen       | 42.900 | 14,9 %               |
| Schweinfurt-Hafen – Schweinfurt-Zentrum             | 39.900 | 15,1 %               |
| Schweinfurt-Zentrum – Gochsheim                     | 35.500 | 14,3 %               |
| Gochsheim – Schonungen                              | 34.700 | 14,6 %               |
| Schonungen – Haßfurt                                | 28.400 | 16,6 %               |
| Haßfurt – Knetzgau                                  | 24.800 | 17,5 %               |
| Knetzgau – Eltmann                                  | 24.300 | 15,7 %               |
| Eltmann – Viereth-Trunstadt                         | 28.500 | 16,5 %               |
| Viereth-Trunstadt – Bamberg-Hafen                   | 31.600 | 14,5 %               |
| Bamberg-Hafen – Hallstadt                           | 43.400 | 13,0 %               |
| Hallstadt – Bamberg                                 | 47.600 | 13,5 %               |
| Bamberg – Kreuz Bamberg                             | 43.600 | 13,3 %               |
| Kreuz Bamberg – Scheßlitz                           | 24.500 | 15,9 %               |
| Scheßlitz – Roßdorf a. Berg                         | 23.400 | 16,6 %               |
| Roßdorf a. Berg – Stadelhofen                       | 21.000 | 16,3 %               |
| Stadelhofen – Schirradorf                           | 20.500 | 17,0 %               |
| Schirradorf – Thurnau-West                          | 20.200 | 17,3 %               |
| Thurnau-West – Thurnau-Ost                          | 20.300 | 17,0 %               |
| Thurnau-Ost – Kulmbach/Neudrossenfeld               | 20.600 | 16,7 %               |
| Kulmbach/Neudrossenfeld – Dreieck Bayreuth/Kulmbach | 23.600 | 18,1 %               |

## Ausbauzustand
Seit Fertigstellung des Vollausbaus weist die BAB 70 durchgehend größtenteils vier Fahrstreifen auf. Am Aufstieg aus dem Maintal westlich der Anschlussstelle Schonungen existiert in Fahrtrichtung West eine zusätzliche dritte Spur. Bei Schweinfurt und Bamberg wurden an einigen Stellen die Beschleunigungs- bzw. Verzögerungsstreifen durchgeführt, sodass effektiv ein dritter Fahrstreifen für den abfahrenden Verkehr besteht. Im Abschnitt zwischen Bamberg und Bayreuth existiert in einigen Abschnitten bis heute kein oder nur ein sehr schmaler Standstreifen.

### Grunderneuerung Kulmbach/Neudrossenfeld – Dreieck Bayreuth/Kulmbach
Der älteste Abschnitt der BAB 70 wurde in den Jahren 1958 und 1970 auf der Reichsautobahntrasse der 1930er Jahre errichtet und wies daher keine Standstreifen und in Fahrtrichtung Osten eine Steigung von bis zu 6,7 Prozent auf. Der sogenannte „Harsdorfer Berg“ bildete einen Unfallschwerpunkt. Im Zuge des sechsstreifigen Ausbaus der BAB 9 wurde zwischen 1998 und 1999 das Autobahndreieck Bayreuth/Kulmbach, östliches Ende der BAB 70, von einer linksgeführten Trompete in ein Y-förmiges Dreieck mit Direktrampen umgebaut.
Unter Leitung der Autobahndirektion Nordbayern wurde für 52 Millionen Euro eine Grunderneuerung des 7,6 km langen Autobahnabschnitts durchgeführt. Die Arbeiten hierzu begannen im März 2013. Während der gesamten Bauphase war die Autobahn nur auf einer Spur pro Richtung zu benutzen, sodass eine Richtungsfahrbahn beide Fahrtrichtungen aufnahm und in der anderen Richtungsfahrbahn die Bauarbeiten stattfanden. Im ersten Bauabschnitt wurde die Richtungsfahrbahn Bamberg kompletterneuert und dabei auf 11,5 m verbreitert. Gleichzeitig wurde durch Anpassung der Gradiente die Längsneigung auf 5,8 Prozent reduziert. Nachdem die Richtungsfahrbahn Bamberg fertiggestellt und am 18. November 2013 unter Verkehr genommen wurde, folgte der Umbau der Richtungsfahrbahn Bayreuth. Weitere Maßnahmen bei der Komplettsanierung waren ein verbesserter Lärmschutz und der Bau neuer Überführungsbauwerke. Die Unterführung der Verbindungsstraße Altenreuth–Zettmeisel wurde durch eine 1,8 Millionen Euro teure Stahlbogenbrücke über die Autobahn ersetzt. Nach fertiggestelltem Umbau der Richtungsfahrbahn Bayreuth wurde der erneuerte Streckenabschnitt am 12. Dezember 2014 feierlich dem Verkehr übergeben. Letzte Arbeiten an der Trasse wurden 2015 abgeschlossen.

### Brückenneubauten
Am westlichen Aufstieg auf die Fränkische Alb verläuft die BAB 70 in einer Steigungsstrecke über eine Hangbrücke, die aus zwei voneinander getrennten und höhenversetzten Bauwerken besteht. Das Brückenbauwerk für die Fahrtrichtung Bayreuth wurde 1968 im Zuge der B 505 errichtet und in den 1990er Jahren, als die B 505 zur BAB 70 ausgebaut wurde, um ein zweites Bauwerk ergänzt und für den Einrichtungsbetrieb ummarkiert. Der Zustand des Bauwerks verschlechterte sich über die Jahre hinweg; es traten Betonabplatzungen und Risse im Überbau auf. Im September 2015 begannen die drei Monate andauernden Abrissarbeiten für das alte Brückenbauwerk. Die neue Brücke wurde als 403 m lange Konstruktion an selber Stelle errichtet und im November 2016 für den Verkehr freigegeben. Die Baumaßnahme kostete 8,5 Millionen Euro.
Die Friesentalbrücke zwischen den Anschlussstellen Thurnau-West und -Ost, deren südliches Bauwerk von 1961 stammte, wurde ebenfalls wegen schlechten Zustands abgerissen und durch einen Neubau ersetzt. Die Abrissarbeiten an der 123 m langen Brücke begannen im Februar 2018; ihnen folgte ein Neubau in selber Trasse. Das neue Brückenbauwerk für die Fahrtrichtung Bayreuth wurde im August 2019 fertiggestellt. Da es breiter als das Vorgängerbauwerk ist, konnte neben den Fahrstreifen auch ein Seitenstreifen eingerichtet werden. Der Abriss und Neubau kostete rund 12,5 Millionen Euro.

### Verlegung im Bereich Thurnau
Östlich der Anschlussstelle Thurnau-Ost verlief die B 505, wie auch die spätere BAB 70, an einem Rutschhang entlang. Probleme mit dem instabilen Hang traten schon kurz nach dem Ausbau zur Autobahn 1991 auf. Trotz sofortiger Hangsanierung traten Rutschungen auch in den darauffolgenden Jahren auf. Als einzige Alternative verblieb daher die Verlegung eines 4,172 km langen Abschnitts um bis zu 200 m nach Norden, auf geologisch sicheres Gebiet.
Die eigentlichen Arbeiten hierzu, denen Erkundungs- und Probebohrungen vorausgingen, begannen im April 2020. Da in der ersten Phase der Bauarbeiten vom Verkehr nach wie vor die alte Fahrbahn benutzt werden musste, wurde der Hang in diesem Bereich permanent überwacht. Neben der neu trassierten Fahrbahn, die im Gegensatz zur alten in beiden Richtungen über Standstreifen verfügt, wurde auch die Anschlussstelle Thurnau-Ost in veränderter Lage neu errichtet. Erstmals in Betrieb genommen wurde die neue Fahrbahn am 24. Oktober 2022, seitdem wurden beide Fahrtrichtungen mit jeweils einstreifiger Verkehrsführung über die Richtungsfahrbahn Bamberg geleitet. Im September 2023 wurden die Baumaßnahmen abgeschlossen und die neue Trasse endgültig für den Verkehr freigegeben. Die Baukosten beliefen sich auf rund 65 Millionen Euro.

## Planungsstand
Eine diskutierte östliche Weiterführung nach Tschechien ist im Bundesverkehrswegeplan 2030 nicht enthalten. Diese Weiterführung würde nach der Kreuzung mit der Bundesautobahn 93 an der deutsch/tschechischen Grenze auf die tschechische Autobahn Dálnice 6 (Eger – Karlsbad – Prag) stoßen (Europastraße 48). Auf tschechischer Seite befindet sich die Autobahn gegenwärtig im Bau. Auf deutscher Seite soll die Europastraße 48 punktuell als B 303 neu ausgebaut werden.
Eine westliche Fortsetzung der A 70 Richtung Karlstadt und dann abknickend um Würzburg herum zur A 3 ist als B 26 neu in Planung.

## Sonstiges
Noch 1998 trug die Anschlussstelle Kulmbach/Neudrossenfeld den Namen Kulmbach/Neudrossenfeld/Bayreuth. Um die Orte zwischen dort und Bayreuth vom Durchgangsverkehr zu entlasten und den Verkehr auf die durch die Stadt führende A 9 zu lenken, wurde die Angabe „Bayreuth“ gestrichen.
Die Auffahrt von Norden in Richtung Bamberg der Anschlussstelle 24 (Kulmbach/Neudrossenfeld), die nicht selten durch spektakuläre Unfälle in den Medien erscheint, wird mittlerweile als „Fränkische Bierkurve“ bezeichnet. Aus Kulmbach kommende, mit vollen Bierkästen beladene LKW verlieren dort immer wieder ihre Ladung, deren Inhalt sich über die Fahrbahn ergießt und zu deren mehrstündiger Sperrung führt. Zu ähnlichen Havarien kommt es gelegentlich aber auch auf der Auffahrt in Richtung Autobahndreieck Bayreuth/Kulmbach; allein im Februar und März 2024 waren in kurzem Abstand beide Auffahrten betroffen.
Zwischen den Anschlussstellen Schirradorf und Thurnau West ereigneten sich am Vormittag des 21. April 2024 gegen 10.45 Uhr zwei folgenschwere Unfälle. Laut Polizeibericht führten Aquaplaning und Schneeglätte nach Starkregen und Hagel in Verbindung mit überhöhter Geschwindigkeit und unzureichenden Sicherheitsabständen in Fahrtrichtung Bamberg zu Auffahrunfällen, an denen 11 PKW, ein LKW und ein Reisebus beteiligt waren; zeitgleich fuhren in der Gegenrichtung 15 Fahrzeuge ineinander. 19 Menschen wurden verletzt, über mehrere hundert Meter verteilt lagen Autowracks auf den Fahrbahnen und den Seitenstreifen. Die Autobahn war in beiden Fahrtrichtungen bis nach 17 Uhr gesperrt.